# Retiro metróállomás
Retiro metróállomás Spanyolország fővárosában, Madridban a madridi metró 2-es vonalán.

## Metróvonalak
Az állomást az alábbi metróvonalak érintik:
- 2-es metróvonal

## Kapcsolódó állomások
A metróállomáshoz az alábbi állomások vannak a legközelebb:
- Príncipe de Vergara (Las Rosas, 2-es metróvonal)
- Banco de España (Cuatro Caminos, 2-es metróvonal)